# Мадоние
Мадони́е (итал. Madonie, сиц. Madunìi) — горный хребет на севере острова Сицилия.
Горы Мадоние располагаются на территории провинции Палермо. Высшая точка — Пиццо-Карбонара (1979 м), на острове по высоте уступающая лишь Этне. На два метра ниже вершина Пиццо-Антенна. Мадоние вместе с горными массивами Неброди и Пелоритани образуют Сицилийские Апеннины.
На склонах гор произрастают леса (дуб, каштан, бук), у основания — средиземноморские кустарники. Вместе с Неброди, Мадоние — одно из родных мест эндемичной пихты сицилийской, у которой до настоящего времени сохранилось всего около 30 деревьев.
В 1989 году на территории гор был образован одноимённый национальный парк площадью около 39 тыс. га.
На склонах Мадоние находятся истоки длиннейшей реки Сицилии Сальсо.